# Tiem Zomer
Tiem Zomer (Hoogeveen, 30 september 1921 - aldaar, 1 december 2007) was een Nederlandse verzetsstrijder in de Tweede Wereldoorlog. Hij was lid van de knokploeg van Freerk Postmus.

## Levensloop
Zomer was landbouwer en woonde in Alteveer. In 1942 leerde hij Freerk Postmus kennen die daar ondergedoken was. In 1943 moet Zomer zelf onderduiken en volgde Postmus naar de Utrechtse Heuvelrug. Hij vond onderdak bij de ouders van Loek Caspers in Driebergen. Zomer werd lid van de knokploeg van Postmus en nam deel in september 1943 deel aan de overval op het gemeentehuis van Amerongen.
Een dag na de overval reisde Zomer naar Hoogeveen. Hij was op zijn persoonsbewijs tien jaar ouder gemaakt om aan uitzending naar Duitsland te ontkomen. Twee controlerende agenten geloofden hem niet. Zomer werd aangehouden en vervolgens dertig dagen door de Sicherheitsdienst verhoord. Zomer hield zich dom en beweerde zelf de aanpassing te hebben gedaan om uitzending naar Duitsland te ontlopen. Hij zat vervolgens een half jaar in een eenzame opsluiting in het Huis van Bewaring in Scheveningen, voordat hij van daar werd overgebracht naar Kamp Amersfoort. Zomer slaagde erin te ontsnappen nadat hij werd ingezet bij het buitencommando. Hij dook onder in het noorden waar hij wederom betrokken raakte bij het verzetswerk.

## Persoonlijk
Zomer was getrouwd met Annechien Sportel (1922-2017) met wie hij acht kinderen kreeg. In 1986 ontving Zomer het Verzetsherdenkingskruis.